# Nikola Dominik Budrović
Nikola Dominik Budrović (Stari Grad, Hvar, 10. travnja 1773. – Stari Grad, Hvar, 26. rujna 1847.) hrvatski dominikanac. Prvi je hrvatski novinar i prevoditelj. Prevodio je tekstove za prve novine na hrvatskom jeziku, Kraljski Dalmatin, kojima je bio i urednik. Po stručnoj je spremi bio diplomirani teolog, filozof i pravnik.

## Životopis
Rodio se je u Starom Gradu na Hvaru. U Starom je Gradu stupio u dominikance, u čijim je redovima stekao osnove naobrazbe. Studirao je u Zadru na dominikanskom visokom učilištu gdje je 1776. završio je studij teologije i filozofije. Postao je poznat po vrsnom propovjedništvu. 
Nakon što je Zadar došao pod francusku vlast, nastupile su nove nepovoljne okolnosti po katoličke redovnike. Francuzi su ukinuli dominikanski samostan. Budrović se je na to sekularizirao i postao dijecezanski svećenik. 
Novi je studij upisao 1806. godine. To je bilo na Centralnim školama u Zadru, koje su bile prvo suvremeno hrvatsko sveučilište, a djelovalo je u Zadru za Napoleonove vlasti. Studirao je pravo i diplomirao je 1811. godine. 
Još za studija počeo je raditi u Kraljskom Dalmatinu. To je bio jeseni 1806. godine. Ondje je bio glavnim prevoditeljem i autorom brojnih članaka. Od 1809. i urednikom je tih novina. Objavio je prvu novinsku vijest na hrvatskom jeziku u povijesti. To je bila vijest prvu vijest iz srpnja 1806. o oslobađanju Dubrovnika od opsade te građanske radosti koja je uslijedila nakon toga. Hrvatski je jezik u tekstovima u Kraljskom Dalmatinu nazivao arvatskim jezikom.
1810. se je godine zaposlio u Zadru na mjestu učitelja u nižoj gimnaziji. Nakon odlaska Francuza,  od 1816., predavao je poetiku i retoriku. Poslije je predavao po zadarskim obrazovnim ustanovama vjeronauk. 
Još u tom pretpreporodnom razdoblju Budrović je shvaćao važnost hrvatskog jezika i njegovog standardiziranja, pa je 1820. godine u Zadru djelovao u radu povjerenstva za izradbu dalmatinskog pravopisa.
Kao takvim nije bio poćudan austrijskim vlastima, kojima nije odgovaralo jačanje hrvatske svijesti u novopripojenim krajevima. Već 1823. su ga vlasti udaljile iz pedagoške službe.
Osim novinarskih prijevoda, prevodio je na hrvatski zakonike, razne knjige potrebne hrvatskom puku, pučke katekizme i drugo. 